# HD 164716
HD 164716，又名BD-05 4560，SAO 142045、HR 6732，是一颗恒星，视星等为6.76，位于銀經22.52，銀緯8.29，其B1900.0坐标为赤經17h 57m 26.3s，赤緯-5° 8.29′ 29″。